# 庄顺昌
庄顺昌（1933年6月16日—），中国科学院中国科学院新疆理化技术研究所研究员，享受国务院政府特殊津贴专家，中国共产党员。庄顺昌研究领域为半导体敏感材料和元器件。庄顺昌历任中国科学院物理所半导体敏感器件室副主任、主任，兼任中国电子学会理事、中国电子学会敏感技术分会热敏专业组组长。曾任新疆维吾尔自治区第六届、第七届人民代表大会委员。

## 早年生涯
民国二十二年（1933年），庄顺昌出生在江苏省松江县（今上海市松江区）的一个普通家庭中，祖父是石匠，父亲是长工。虽然家境普通，但庄顺昌依然完成了中学学业。1951年，庄顺昌前往东北工学院，入学机电系。
1955年，从大学毕业的庄顺昌被分配到中华人民共和国重工业部有色金属工业管理局新疆有色金属公司。抵达新疆后，庄顺昌先后前往可可托海、阿勒泰等地工作、出差。1958年，庄顺昌被抽调到西安交通大学工程物理系，进修核反应堆的设计。

## 东方红一号的热敏电阻
1962年，完成学习的庄顺昌第二次前往新疆，被分配至中国科学院新疆物理所，成为中国科学院新疆分院的首批科学家。彼时，庄顺昌被调整参与半导体的研究。1965年，中华人民共和国第七机械工业部通过中国科学院新技术局向中国科学院新疆物理所下达“651-82”研制任务，即为东方红一号卫星研制热敏电阻，庄顺昌为学术带头人。当时，庄顺昌面临着有人认为研究热敏电阻不如研究集成电路，有人认为研究氧化物半导体不如研究锗、硅单晶半导体，很多研究人员态度消极。但庄顺昌依然组织成立了20余人的课题组。
然而，工作开始后不久就遇到文化大革命。期间课题组面临重重困难：庄顺昌被扣上“走白专道路”“业务挂帅”“以生产压革命”的帽子；许多课题组成员因为不同原因退出课题组；最少仅剩4人的课题组因为学术观点不同而分为两派；研究机构瘫痪、设备落后到需要用报废钻床改装压膜机、用文具塑料复写垫板制作成型模板等，但研究一直未停止。1968年，庄顺昌和他的课题组研制创造出热敏电阻玻璃密封的新结构，并于次年完成试制。该信热敏电阻新结构用在东方红一号卫星的地面试验、飞行试验之中。最终保障东方红一号卫星的发射顺利。

## 科研生涯
为东方红一号研制热敏电阻后，庄顺昌依旧从事半导体敏感材料和元器件的研究。主持和参与研发、制造超过20种用于人造卫星、运载火箭的低温（20K到300K）、中温（-80°C到150°C）、高温（300°C到900°C）的热敏电阻。庄顺昌也主持和参与过制定直热式热敏电阻的中华人民共和国国家标准。1983年，庄顺昌加入中国共产党，同年被选为新疆维吾尔自治区第六届人民代表大会委员。1984年以后，庄顺昌主要参与研制线性互换热敏电阻、高性能负温度系数（NTC）热敏电阻等材料，创造热等静压新工艺等。1984年，庄顺昌被评为新疆维吾尔自治区优秀共产党员和新疆维吾尔自治区优秀专业技术工作者。1986年，庄顺昌被评为全国优秀共产党员。1988年，被选为新疆维吾尔自治区第七届人民代表大会委员。1988年到1999年间，庄顺昌11次获得新疆维吾尔自治区有突出贡献的优秀专家。